# XIV edició dels Premis Ariel
La XIV edició dels Premis Ariel, organitzada per l'Acadèmia Mexicana d'Arts i Ciències Cinematogràfiques (AMACC), es va celebrar l’11 d’agost de 1972 per celebrar el millor del cinema durant l’any anterior. Després d'un llarg recés van ser novament organitzats els Premis Ariel, impulsats pel llavors president Luis Echeverría. El comitè d'elecció era triat pel govern.
El cineasta Juan Manuel Torres va ser elegit com el president de la Acadèmia Mexicana d'Arts i Ciències Cinematogràfiques (AMACC).

## Premis i nominacions[2]
Nota: Els guanyadors estan llistats primer i destacats en negreta.⭐
| Millor pel·lícula - El águila descalza Producciones Jaguar S.A. ⭐ - Las puertas del paraíso Cinematográfica Marte S.A ⭐ - Tú, yo, nosotros Cinematográfica Marco Polo S.A                                                           | Millor direcció - Jorge Fons – Tú, yo, nosotros (Episodi: Tú) ⭐ - Alfonso Arau – El águila descalza - Salomón Láiter – Las puertas del paraíso |
| Millor actor - Alfonso Arau – El águila descalza ⭐ - Sergio Jiménez – Tú, yo, nosotros - Jorge Luke – Las puertas del paraíso | Millor actriu - Rita Macedo – Tú, yo, nosotros ⭐ - Julissa – Tú, yo, nosotros - Isela Vega – Las reglas del juego |
| Millor coactuació masculina - Pancho Córdova – Tú, yo, nosotros ⭐ - Eric del Castillo – Los marcados - David Silva – El topo | Millor coactuació femenina - Helena Rojo – Fin de fiesta⭐ - Rocío Brambila – Muñeca reina - Ana Martín – Fin de fiesta |
| Millor argument original - Alfonso Arau, Emilio Carballido, Héctor Ortega i Pancho Córdova – El águila descalza ⭐ - Juan Manuel Torres – Fin de fiesta - Gonzalo Martínez Ortega, Jorge Fons i Juan Manuel Torres – Tú, yo, nosotros | Millor guió adaptat - Alfonso Arau, Emilio Carballido, Héctor Ortega i Pancho Córdova – El águila descalza ⭐ - Eduardo Lizalde i Salomón Láiter – Las puertas del paraíso - Gonzalo Martínez Ortega, Jorge Fons i Juan Manuel Torres – Tú, yo, nosotros |
| Millor fotografia - Rafael Corkidi – El topo ⭐ - Rosalío Solano – Los marcados - Jorge Stahl Jr. – El jardín de tía Isabel | Millor edició - Federico Landeros – El topo ⭐ - José J. Munguía – El jardín de tía Isabel - Alberto Valenzuela – Muñeca reina |
| Millor escenografia - José Durán y Juan Luis Garduño – El topo ⭐ - Heriberto Henters – Las puertas del paraíso - Salvador Lozano Mena – El águila descalza                                                                           | Millor música de fons - Rubén Fuentes – Las puertas del paraíso ⭐ - Joaquín Gutiérrez Heras – Cayó de la gloria el diablo - Nacho Méndez – El topo |
| Millor curtmetratge documental - Eugenia Rendón – Palenque ⭐ - Víctor Anteo – La escalera - Eduardo Maldonado – Testimonio de un grupo                                                                                               | Premi especial - Gustavo Alatriste ⭐ - Alexis Grivas ⭐ - Toni Kuhn ⭐ - Rafael Castanedo ⭐ |